# 米特尔菲施巴赫
米特尔菲施巴赫是德国莱茵兰-普法尔茨州的一个市镇。总面积1.84平方公里，总人口120人，其中男性60人，女性60人（2011年12月31日），人口密度65人/平方公里。